# Tureň
Tureň (Hongaars:Zonctorony) is een Slowaakse gemeente in de regio Bratislava, en maakt deel uit van het district Senec.
Tureň telt 878 inwoners, de meerderheid wordt gevormd door etnische Hongaren.
De gemeente is bewoond door Hongaren die na de toewijzing van het gebied van Hongarije aan Tsjecho-Slowakije zijn gaan behoren tot de Hongaarse minderheid in Slowakije. De gemeente ligt precies op de taalgrens, dorpen ten noorden van de gemeente zijn Slowaakstalig, ten zuiden Hongaarstalig.
Bernolákovo · Blatné · Boldog · Čataj · Dunajská Lužná · Hamuliakovo · Hrubá Borša · Hrubý Šúr · Hurbanova Ves · Chorvátsky Grob · Igram · Ivanka pri Dunaji · Kalinkovo · Kaplna · Kostolná pri Dunaji · Kráľová pri Senci · Malinovo · Miloslavov · Most pri Bratislave · Nová Dedinka · Nový Svet · Reca · Rovinka · Senec · Tomášov · Tureň · Veľký Biel · Vlky · Zálesie